# ويليام ماير (ملحن)
ويليام ماير (بالإنجليزية: William Mayer)‏ هو ملحن أمريكي، ولد في 18 نوفمبر 1925 في نيويورك في الولايات المتحدة، وتوفي في 17 نوفمبر 2017.

## وصلات خارجية
- ويليام ماير على موقع ديسكوغز (الإنجليزية)